# Vingtième
Der Vingtième (= Zwanzigste) war eine direkte Steuer des Ancien Régimes im absolutistischen Frankreich, die vom Generalkontrolleur der Finanzen Jean Baptiste de Machault d’Arnouville eingeführt wurde. Er wünschte diese direkte Steuer einzuführen, die die Gesamtheit der Bevölkerung erfasste (Dritter Stand, Klerus und Adel). Der Adel hatte eine korrespondierende fünfprozentige Einkommensteuer zu entrichten.
Er hatte ihn zum Ersatz des im Mai 1749 entfallenden Dixième (Zehnten) konzipiert. Dieser Ersatz fand am 1. Januar 1750 statt und bezweckte die Abtragung der Staatsschulden. Im Gegensatz zu den fiskalischen Gewohnheiten wurde diese neue Abgabe in einer Periode des Friedens eingeführt und blieb danach dauerhaft.
Der Klerus und die Provinzen protestierten heftig und stachelten den Aufruhr an. Louis XV. setzte die Steuer im Dezember 1751 auf den Grundbesitz der katholischen Kirche aus, behielt sie aber für die Provinzen bei.
Mit dem Beginn des Siebenjährigen Krieges 1756 wurde ein zweiter Vingtième eingesetzt. Im Verlaufe des Krieges wurde 1760 ein dritter Vingtième eingeführt. Bei Kriegsende 1763 entfiel der letzte Vingtième, während die beiden anderen ersetzt wurden.
Der Vingtième wurde auf die Erlöse der Manufakturen und den Handel nach der Steuererklärung erhoben. Er besteuerte außerdem die Eigentümer, die ihren Gewinn der Herkunft, dem Umfang und der jährlichen Nettohöhe nach erklären mussten. Ein Kontrollsystem wurde auf der Ebene jeder Généralité unter der Verantwortung des Intendanten eingeführt.
Diese moderne Steuerkonzeption knüpfte an die tiefgehende Mentalität der Privilegien an. Zahlreich sind die Eigentümer und das Personal, das die Steuerpacht oder den -kauf ersetzen sollte. Viele Adelige arrangierten sich, um den Vingtième nicht bezahlen zu müssen. Nachdem das Parlement von Paris sich 1763 mit den Kontrollen herumstritt, entschied es, dass die Kosten des Vingtième nicht mehr neu bewertet werden mussten. Dies führte zu mangelnden Einnahmen des Finanzministeriums während dieser Epoche, in der die Agrarpreise zu einem Höhenflug ansetzten. Angesichts der finanziellen Möglichkeit der Monarchie wurde 1787 entschieden, alle Ausnahmen abzuschaffen. Aber es war bereits zu spät: 1789 erbrachten die beiden Vingtièmes ungefähr 57 Millionen Livres.